# بارو (فیلم ۱۹۸۶)
بارو (انگلیسی: Fortress) فیلمی در ژانر درام و جنایی است که در سال ۱۹۸۵ منتشر شد. از بازیگران آن می‌توان به راشل وارد اشاره کرد.